# Christopher Jacot
Christopher Jacot (Toronto, 30 giugno 1979) è un attore e doppiatore canadese.

## Filmografia

### Cinema
- Get Over It, regia di Tommy O'Haver (2001)
- Vado, vedo... vengo! - Un viaggio tutto curve (Going the Distance), regia di Mark Griffiths (2004)
- Hellraiser: Hellworld, regia di Rick Bota (2005)
- Battle in Seattle - Nessuno li può fermare (Battle in Seattle), regia di Stuart Townsend (2007)
- Chaos Theory, regia di Marcos Siega (2008)
- Possessor, regia di Brandon Cronenberg (2020)

### Televisione
- Il famoso Jett Jackson (The Famous Jett Jackson) – serie TV, episodi 3x10, 3x23 (2000-2001)
- Relic Hunter – serie TV, episodio 3x11 (2002)
- The Zack Files – serie TV, episodio 2x23 (2002)
- Mutant X – serie TV, episodio 2x03 (2002)
- Street Time – serie TV, episodio 2x03 (2003)
- 1-800-Missing – serie TV, episodio 2x03 (2004)
- Degrassi: The Next Generation – serie TV, 6 episodi (2004-2005)
- Alla corte di Alice (This Is Wonderland) – serie TV, episodio 2x04 (2005)
- Battlestar Galactica – serie TV, episodio 2x15 (2006)
- Supernatural – serie TV, episodio 2x04 (2006)
- Psych – serie TV, episodio 2x06 (2007)
- Smallville – serie TV, episodio 7x05 (2007)
- Eureka – serie TV, 23 episodi (2007-2012)
- I cavalieri di Bloodsteel (Knights of Bloodsteel), regia di Phillip Spink – miniserie TV (2009)
- Spectacular!, regia di Robert Iscove – film TV (2009)
- Il mistero dei capelli scomparsi (Killer Hair), regia di Patricia Waldon – film TV (2009)
- White Collar – serie TV, episodio 2x16 (2011)
- CSI: NY – serie TV, episodio 7x18 (2011)
- King – serie TV, episodio 2x11 (2012)
- Transporter: The Series – serie TV, episodio 1x10 (2012)
- I misteri di Murdoch (The Murdoch Mysteries) – serie TV, 4 episodi (2012-2022)
- Nikita – serie TV, episodio 3x07 (2013)
- Bomb Girls – serie TV, episodio 2x07 (2013)
- The Listener – serie TV, episodio 4x01 (2013)
- Rookie Blue – serie TV, episodio 4x09 (2013)
- Aaliyah: The Princess of R&B, regia di Bradley Walsh – film TV (2014)
- Hemlock Grove – serie TV, episodio 3x03 (2015)
- Rogue – serie TV, 5 episodi (2015-2016)
- Reign – serie TV, episodio 3x11 (2016)
- The Strain – serie TV, episodio 3x02 (2016)
- Slasher – serie TV, 28 episodi (2016-in corso)
- Saving Hope – serie TV, 6 episodi (2017)
- Frankie Drake Mysteries – serie TV, episodio 1x11 (2018)
- Coroner – serie TV, episodio 1x07 (2019)
- Designated Survivor – serie TV, episodi 3x01-3x02 (2019)
- Burden of Truth – serie TV, episodio 3x07 (2020)
- Private Eyes – serie TV, episodio 4x01 (2020)
- Hudson & Rex – serie TV, episodio 3x03 (2021)
- Wynonna Earp – serie TV, episodio 4x07 (2021)

### Doppiatore
- I fantastici quattro (Fantastic Four: World's Greatest Heroes) – serie animata, 26 episodi (2006-2010)
- BeyWheelz – serie animata, 13 episodi (2012)
- Beyblade Metal Fusion (メタルファイト ベイブレード) – serie animata, episodio 4x40 (2013)
- A tutto reality - All-Stars (Total Drama: All-Stars) – serie animata, 8 episodi (2014)

#### Videogiochi
- Watch Dogs (2014)
- Watch Dogs 2 (2016)

## Doppiatori italiani
Nelle versioni in italiano delle opere in cui ha recitato, Christopher Jacot è stato doppiato da:
- Patrizio Cigliano in Eureka, Slasher: L'esecutore
- Stefano Brusa in Vado, vedo... vengo! - Un viaggio tutto curve
- Andrea Mete in Psych
- Mattia Ward in Battle in Seattle - Nessuno li può fermare
- Francesco Pezzulli in Smallville
- Oliviero Cappellini in Slasher: Colpevoli
- Gabriele Marchingiglio in Spectacular!
- Roberto Gammino ne I cavalieri di Bloodsteel
- Massimo Aresu in White Collar
- Giorgio Borghetti in CSI: NY
- Flavio Aquilone in Private Eyes

Da doppiatore è stato sostituito da:
- Stefano Brusa ne I fantastici quattro
- Massimo Di Benedetto in BeyWheelz
- George Castiglia in A tutto reality
- Alessandro Zurla in Watch Dogs (videogioco)